# Hilda Caselli
Hilda Wilhelmina Josefina Caselli, eller Casselli, född 1836, död 22 augusti 1903 i Hedvig Eleonora församling i Stockholm, var en svensk pedagog. Hon var biträdande föreståndare på Högre lärarinneseminariet och föreståndare vid Statens normalskola för flickor i Stockholm 1868–1903. Caselli var initiativtagare till det första allmänna flickskolemötet 1879. 

## Biografi
Hilda Caselli föddes och växte upp på Gammelsbo i Ramsberg i Västmanland, där fadern var bruksförvaltare. Hon ska tidigt ha haft en stor kunskapstörst och läst mycket som autodidakt, men på grund av sitt kön fick hon liksom sina systrar enbart undervisning hemma i hushållssysslor, en erfarenhet hon fann orättvis och som ska ha präglat henne. 1851 köpte fadern bruket Molnebo, men när han 1859 blev blind såldes bruket och familjen flyttade till Uppsala, där hennes bröder fick studera. Hon studerade till lärare vid Klosterskolan i Uppsala, och gjorde 1862 en studieresa till England.
Caselli var lärare vid Statens normalskola för flickor i Stockholm 1864–1868, och därefter dess föreståndare till sin död. Även som föreståndare undervisade hon i de högsta klasserna. Caselli beskrivs som varm, älskvärd, klarsynt och sakkunnig av dem som kom i närmare kontakt med henne, men ska också ha uppfattats som sträng och ha en benägenhet att tappa behärskningen. Hon ska ha ställt höga krav på eleverna. Till det yttre ska hon ha varit vacker. 
Hon gjorde sig bemärkt inom debatten kring utbildningsfrågor i Sverige. I januari 1875 deltog hon i ett "enskilt skolmöte" på temat reformering av flickors utbildning arrangerat av Sophie Adlersparre på Lantbruksakademien i Stockholm. Dessa skolmöten hade börjat arrangeras av Adlersparre för hennes tidning Tidskrift för hemmet. De enskilda skolmötena på lantbruksakademien blev populära och 6 mars 1877 valdes en styrelse, där Caselli, Therese Gyldén, Sofi Almqvist och Ellen Key ingick. Dessa blev en föregångare till de allmänna Flickskolemöten som introducerades på initiativ av Caselli år 1879 som motsvarigheten till de regelbundna läroverksmötena för pojkläroverken. År 1884 ombads hon att ingå i styrelsen för Fredrika Bremer-Förbundet, men avböjde.  
Hilda Caselli ingick i den statliga Flickskolekommittén 1885 och blev därmed tillsammans med Sophie Adlersparre den första av sitt kön i en statlig utredning. 
Caselli tilldelades 1896 Illis quorum i guld av femte storleken. Hon är begravd på Uppsala gamla kyrkogård.